# Rise (Fernsehserie)
Rise  ist eine US-amerikanische Fernsehserie. Sie wurde nach nur einer 10 Folgen umfassenden Staffel eingestellt.

## Inhalt
Die Serie, welche auf dem Buch Drama High von Michael Sokolove aufbaut, folgt Lou „Mr. Mazzu“ Mazzuchelli, einem Englischlehrer an der Stanton High, der die Theatervorstellungen der Schule neuerfinden will. Er übernimmt den Stanton Drama Club, eine Theatergruppe, und will mit diesen das Musical Frühlings Erwachen, welches auf dem gleichnamigen Drama von Frank Wedekind basiert, aufführen.

## Besetzung

### Hauptbesetzung
- Josh Radnor als Lou „Mr. Mazzu“ Mazzuchelli[2]
- Marley Shelton als Gail Mazzuchelli[3]
- Rosie Perez als Tracey Wolfe[4]
- Auliʻi Cravalho als Lilette Suarez[5]
- Damon J. Gillespie als Robbie Thorne
- Shirley Rumierk als Vanessa Suarez
- Joe Tippett als Coach Sam Strickland
- Ted Sutherland als Simon Saunders
- Amy Forsyth als Gwen Strickland
- Rarmian Newton als Maashous Evers
- Casey Johnson als Gordy Mazzuchelli
- Taylor Richardson als Kaitlin Mazzuchelli

### Nebenbesetzung
- Shannon Purser als Annabelle Bowman[6]
- Jennifer Ferrin als Denise Strickland